# 로보티즈
로보티즈는 1999년에 설립된 대한민국 로봇 기업이다. 로보티즈는 로봇 전용 액추에이터(Actuator)인 다이나믹셀(DYNAMIXEL)을 공급하고 있으며, 로봇 운영 체제(ROS) 및 AI 기반의 SW를 통해 서비스 로봇 구축에 필요한 전문 솔루션을 제공하고 있다.
로보티즈는 지난 2003년 로봇 액추에이터인 다이나믹셀 출시후 20여년간 지속적으로 R&D를 추진해 솔루션 기반의 원천 기술 개발에 힘쓰는 한편 다양한 응용 로봇을 선보이고 있다. 올해는 로봇 시스템의 핵심 부품인 감속기, 다이나믹셀 드라이브(DYD)를 출시해 로봇 부품의 국산화에 앞장서고 있다. DYD는 싸이클로이드 소형 감속기로 협동 로봇 시장 및 소형 다관절 로봇 시장을 타겟으로 라인업을 계속 확장하고 있다. 로보티즈의 주요 생산 제품중 하나인 로봇 액추에이터 다이나믹셀은 0.5W에서 200W까지 라인업을 갖추고 있다.
로보티즈는 자율주행 로봇에 필요한 환경인식 비전 처리기술, 슬램(SLAM) 및 내비게이션 기술, 인공 지능 기반 로보틱스 확장 기술, 환경 맞춤형 하드웨어 제작 기술 등을 갖추고 있다. 이를 기반으로 로보티즈는 시스템 통합 솔루션과 AI기술의 강점을 결합해 자율주행로봇을 신성장 동력사업으로 추진하면서 실외 배송 로봇 ‘일개미’를 내놓고 실증 사업에 본격 추진하고 있다.
또한 인공 지능 기반 실내 배송 로봇 ‘집개미’도 선보였다. ‘집개미’는 장애물을 인식해 목적지까지 자율 주행하고 로봇팔로 직접 엘리베이터 버튼을 작동하는 것은 물론 객실문도 두드릴 수 있는 국내 유일 자율 주행 로봇이다. 집개미의 핵심 기술인 ‘로봇팔’은 국내 최초로 실내 배송 로봇에 탑재됐다. ‘집개미’는 헨나호텔 명동점에서 정식 운영되고 있다.
한편 로보티즈는 미국 현지 법인, 중국 현지 법인 및 일본 사무소뿐만 아니라, 56개국 200여 개사 유통망을 통해 해외 시장 경쟁력을 확보하고 있다.

## 수상
2021년 로봇신문에 의해 '올해의 대한민국 로봇기업(Korea Robot Company of the Year 2021)'에 선정되었다.